# 双齿冬青
双齿冬青（学名：Ilex bidens）是冬青科冬青属的植物，为中国的特有植物。分布在中国大陆的云南等地，生长于海拔2,450米的地区，一般生长在山顶林中，目前尚未由人工引种栽培。